# Croton callicarpifolius
Croton callicarpifolius là một loài thực vật có hoa trong họ Đại kích. Loài này được Vahl mô tả khoa học đầu tiên năm 1807.